# Pepita Patiño Páez
Pepita Patiño Páez (Posadas, Còrdova, 25 de maig del 1925 - Còrdova, 31 d'agost del 2015), inscrita al registre civil com a Josefa i anomenada familiarment Pepita, va ser una dona republicana, enllaç de la guerrilla cordovesa i militant del PCE que va patir la repressió franquista. L'escriptora Dulce Chacón es va inspirar en la seva vida per construir el personatge central de la novel·la La voz dormida, que posteriorment va ser portada al cinema pel director Benito Zambrano.

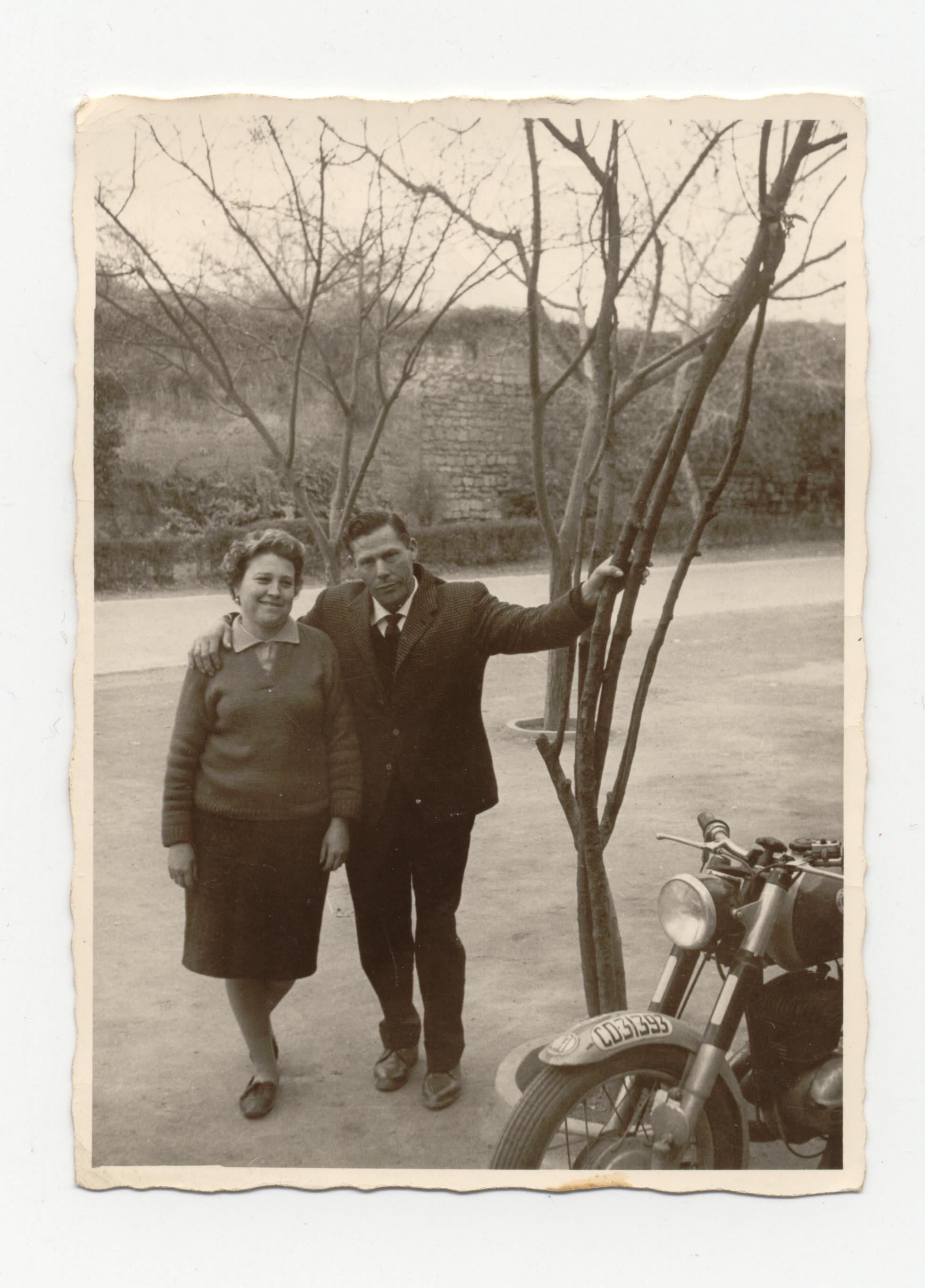
Pepita Patiño i Jaime Cuello

La Guerra Civil espanyola havia marcat profundament la família de Pepita Patiño, la seva mare havia mort i tenia diversos familiars empresonats per haver ajudat el maquis. Durant les visites que Pepita Patiño feia a la presó, un jove company del seu oncle, el guerriller Jaime Cuello, de vint-i-set anys, condemnat a vint anys de presó, dels quals n'havia complert sis, es va fixar en ella en veure-la de lluny al locutori. Quan li va arribar l'indult, li va demanar relacions i ella va acceptar.
Cuello era militant del PCE i de seguida es va tornar a implicar amb la resistència. Aviat fou descobert i capturat per la Guàrdia Civil. Considerat reincident, després de trenta-sis dies d'interrogatoris i tortures, va ser processat i condemnat a vint anys de presó, i després de complir-ne dos a la presó cordovesa va ser traslladat al penal de Burgos.
La curta història d'amor de Jaime Cuello i Pepita Patiño semblava definitivament trencada, però ella va decidir esperar i mantenir viu el seu amor, tenint com a única comunicació una postal cada quinze dies i una visita a l'any, durant la qual encara aprofitaven per passar missatges i consignes per al maquis.
La mort del papa Joan XXIII el 1963 va propiciar un indult general, del qual es va beneficiar Jaime Cuello, i va sortir en llibertat, després de passar disset anys a la presó. Finalment es van poder casar, però ell, amb la salut molt malmesa, va sobreviure només deu anys i va morir sense veure l'adveniment de la democràcia.
L'any 1998 l'escriptora Dulce Chacón va iniciar un periple per diverses províncies espanyoles a la recerca de documentació i testimonis reals per a la seva novel·la La voz dormida, que havia de ser un homenatge a les dones doblement perdedores de la Guerra Civil. El testimoni de Pepita Patiño la va colpir profundament i li va servir per donar vida al personatge conductor de l'extensa trama de la novel·la, que va ser publicada el 2002.
Dulce Chacón va morir el 2003 i el 2011 el director Benito Zambrano va rodar la pel·lícula homònima de la novel·la, essent María León l'actriu encarregada de donar vida al personatge de Pepita Patiño. Per la seva interpretació va rebre la Conquilla de plata com a millor actriu al Festival Internacional de Cinema de Sant Sebastià del mateix any.
Amb gran èxit de públic i crítica, el 2012 La voz dormida va obtenir nou nominacions als premis Goya i van ser guardonades: Ana Wagener com a millor actriu de repartiment, Carmen Agredano com a compositora de la millor cançó original i Maria León com a millor actriu revelació, premi que va dedicar a Pepita Patiño i a totes les dones silenciades per la dictadura.
El 31 d'agost de 2015 va morir Pepita Patiño. Els principals diaris espanyols i els col·lectius de memòria històrica se'n van fer ressò i li van retre homenatge.